# 长穗腹水草
长穗腹水草（学名：Veronicastrum longispicatum）为玄参科腹水草属下的一个种。

## 扩展阅读
- 維基物種上的相關：长穗腹水草